# Disneynature
Disneynature ist ein Film-Label der The Walt Disney Company und produziert hauptsächlich Dokumentarfilme über die Natur. Es sollen Geschichten über Orte und Tiere erzählt werden, die für alle Altersgruppen geeignet sind. Ihren Hauptsitz hat Disneynature in Paris. Das Logo erinnert an das Disney-Schloss, was vor jedem Disney-Film gezeigt wird. Es ist jedoch in einer Form eines Eisberges.

## Filme
| Jahr | Titel                                                                                              | Begleit-Dokumentation                                                   | Regisseur                                    | Komponist                                       | Sprecher (Deutsche Fassung)               |
| ---- | -------------------------------------------------------------------------------------------------- | ----------------------------------------------------------------------- | -------------------------------------------- | ----------------------------------------------- | ----------------------------------------- |
| 2007 | Unsere Erde – Der Film (Earth)                                                                     | N/A                                                                     | Mark Linfield, Alastair Fothergill           | George Fenton, Anggun (Song: Un Jour Sur Terre) | Ulrich Tukur                              |
| 2007 | Der erste Schrei (Le premier cri)                                                                  | N/A                                                                     | Gilles de Maistre                            | Armand Amar                                     |                                           |
| 2008 | Auf purpurnen Schwingen - Das Geheimnis der Flamingos (The Crimson Wing: Mystery of the Flamingos) | N/A                                                                     | Leander Ward, Matthew Aeberhard              | The Cinematic Orchestra                         | Karoline Herfurth                         |
| 2008 | OceanWorld 3D (Keine Veröffentlichung im deutschsprachigen Raum)                                   | N/A                                                                     | Jean-Jacques Mantello                        | Christophe Jacquelin                            | Marion Cotillard (Französische Fassung)   |
| 2009 | Unsere Ozeane (Océans)                                                                             | N/A                                                                     | Jacques Perrin                               | Bruno Coulais                                   | Matthias Brandt                           |
| 2011 | Blüten - Boten des Lebens (Wings of Life)                                                          | N/A                                                                     | Louis Schwartzberg                           | Marc-George Andersen                            | Thomas Fritsch                            |
| 2011 | Im Reich der Raubkatzen (African Cats)                                                             | N/A                                                                     | Keith Scholey, Alastair Fothergill           | Nicholas Hooper                                 | Thomas Fritsch                            |
| 2012 | Schimpansen (Chimpanzee)                                                                           | N/A                                                                     | Mark Linfield, Alastair Fothergill           | Nicholas Hooper                                 | Alexander Brem                            |
| 2014 | Bären (Bears)                                                                                      | N/A                                                                     | Keith Scholey, Alastair Fothergill           | George Fenton                                   | Alexander Brem                            |
| 2015 | Im Reich der Affen (Monkey Kingdom)                                                                | N/A                                                                     | Mark Linfield, Alastair Fothergill           | Harry Gregson-Williams                          | Caroline Ebner                            |
| 2016 | Aufwachsen in der Wildnis (Growing Up Wild) (Keine deutsche Synchronisation)                       | N/A                                                                     | Mark Linfield, Keith Scholey                 | Alex Harwood                                    | Daveed Diggs (Englische Fassung)          |
| 2017 | Born in China                                                                                      | Ghost of the Mountains (2017), Expedition China (2017)                  | Lu Chuan                                     | Barnaby Taylor                                  | Sebastian Winkler                         |
| 2017 | Die Reise der Pinguine 2 - Der Weg des Lebens (L’empereur)                                         | N/A                                                                     | Luc Jacquet                                  | Cyrille Aufort                                  | Udo Wachtveitl                            |
| 2018 | Delfine (Dolphin Reef)                                                                             | Die fantastische Welt der Delfine (Diving with Dolphins) (2020)         | Keith Scholey, Alastair Fothergill           | Steven Price                                    | Eva-Maria Reichert                        |
| 2019 | Penguins (Keine deutsche Synchronisation)                                                          | Pinguine: Leben am Limit (Penguins: Life on the Edge) (2020)            | Jeff Wilson, Alastair Fothergill             | Harry Gregson-Williams                          | Ed Helms (Englische Fassung)              |
| 2020 | Elefanten (Elephant)                                                                               | In den Fußstapfen von „Elefanten“ (In the Footsteps of Elephant) (2020) | Mark Linfield, Vanessa Berlowitz             | Ramin Djawadi                                   | Maria Magdalena Rabl                      |
| 2022 | Eisbären (Polar Bear)                                                                              | Den Eisbären so nah (Bear Witness) (2022)                               | Jeff Wilson, Alastair Fothergill             | Harry Gregson-Williams                          | Melanie Manstein                          |
| 2024 | Tiger (Keine deutsche Synchronisation)                                                             | Tiger auf dem Vormarsch (Tigers on the Rise) (2024)                     | Mark Linfield, Justine Allan, Alistair Tones | Nitin Sawhney                                   | Priyanka Chopra Jonas (Englische Fassung) |